# Guerra chanca-inca
La guerra chanca-inca (1440) fue el último de los conflictos que enfrentó a chancas e incas. Fue originado por el ataque de la etnia chanca a la ciudad del Cuzco y la defensa que organizó de la misma el príncipe inca Cusi Yupanqui. La batalla terminó con una victoria inca que obligó al ejército chanca a replegarse a Ichupampa.
Después de la victoria incaica en la batalla del Cuzco, los incas pasaron a la ofensiva y volvieron a vencer definitivamente a los chancas en la batalla de Yahuarpampa y sumaron los restos del ejército chanca bajo el mando de Anco Haullu a su ejército, como era su costumbre.
La guerra contra los chancas, según algunos autores, se debió a que estos rivalizaban en su afán conquistador y significó para los incas un punto de inflexión para su consolidación y el total dominio del Cuzco. Así, marcó el comienzo de su expansión territorial que continuarían sucesivamente el mismo Pachacútec, Túpac Yupanqui y Huayna Cápac.
El ataque chanca en 1438 no fue el primer enfrentamiento militar de Pachacútec Inca.

## Antecedentes
El conflicto entre incas y chancas se inicia durante el gobierno de Inca Roca. Los chancas, aprovechando el triunfo de los Hanan Cuzco sobre los Hurin Cuzco, tomaron posesión de Andahuaylas (hasta entonces aliada de los cuzqueños). Ante esto, Inca Roca solicitó la ayuda de los canchis y canas (ambos grupos mercenarios), junto a ellos construyeron un puente sobre el río Apurímac y avanzó con veinte mil hombres atacando sorpresivamente y provocando el desbande de la población chanca.

## Desarrollo

### Preparativos del ataque chanca
Durante el gobierno de Huiracocha Inca, los chancas salieron de sus tierras dispuestos a conquistar el Cuzco, partieron de Paucaray y según la usanza andina se dividieron en tres ejércitos. Tan seguros estaban de la fácil conquista del Cuzco que dos de los ejércitos se dirigieron al Contisuyo y el tercero tomó la ruta hacia capital incaica. Llegados a Vilcacunga enviaron sus emisarios al Cuzco anunciando su intención de someter a los incas, por lo que el anciano Sapa Inca atemorizado por la noticia abandonó el Cuzco a su suerte y se refugió junto a sus hijos Urco y Socso en la fortaleza de Caquia Xaquixahuana. Cuando la lucha entre los incas y los chancas adquiere un carácter épico ante la proximidad de las tropas enemigas, es en esas circunstancias que surgió la figura del joven príncipe Cusi Yupanqui quien decidió defender el Cuzco.
Esta disposición a resistir sorprendió tanto a los chancas que supuestamente les dieron tres meses a Cusi para reunir una fuerza digna de enfrentarlos. El príncipe buscó apoyo de las tribus vecinas pero la mayoría prefirió quedarse al margen porque todo parecía prever su derrota. Solo los canas apoyaron a los cuzqueños mientras que los ayamarcas a los chancas. El príncipe realizó ayunos y oraciones para pedir su protección a Viracocha e Inti. Se dice que en una de estas le anunciaron que lo ayudarían en la batalla y después sería el señor de muchas tierras. Los chancas permanecieron en Cochacalla realizando rituales para preparar el combate.

### Asedio chanca sobre el Cuzco
Sarmiento de Gamboa dice que los chancas atacaron la ciudad y traspasaron sus murallas, desatándose una feroz batalla casa por casa. Los cuzqueños habían construido fosos cubiertos por ramas y tierra donde cayeron muchos chancas al cargar. Todos los habitantes participaron en la defensa, destacando una mujer, Chañan Qori Coca, que luchó tan bravamente que hizo retroceder al enemigo de su barrio. Finalmente, los chancas debieron retirarse hacia Ichupampa para reagruparse abandonando gran parte de sus suministros y tesoros. Fue entonces cuando recibieron refuerzos que volvían de las otras campañas, mientras que Cusi recibía la ayuda de pueblos vecinos impresionados por su éxito.

### Batalla de Yahuarpampa

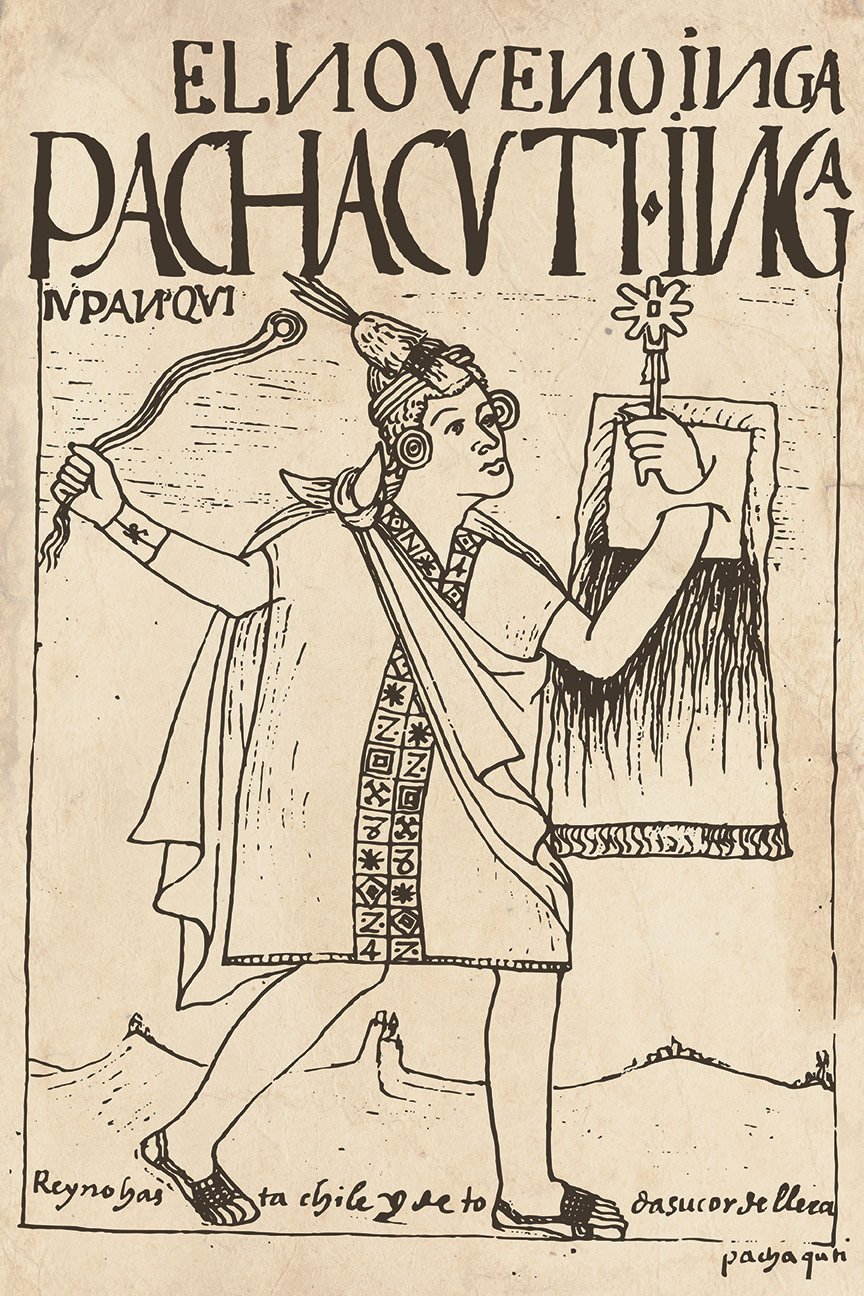
El noveno Inca: Pachacútec; dibujo de Felipe Guamán Poma de Ayala en Nueva crónica y buen gobierno (1615).

El general chanca Astoy Huaraca, envió un mensajero a Cusi desafiándolo a una batalla campal y asegurando que la derrota se debió a tener que luchar en calles estrechas. También le prometió «en breve teñiría su lanza con su sangre». El príncipe le respondió que era el hijo de Inti y guardián del Cuzco y jamás se sometería. Cuando se dio la gran batalla decisiva, Cusi decapitó con su hacha a ambos generales chancas y puso sus cabezas en picas para desmoralizar al enemigo, que rompió filas y fue perseguido y masacrado sin piedad. Cieza de León dice que Uscovilca murió en el combate. En cambio, Sarmiento de Gamboa sostiene que el rey era una momia llevada en andas como reliquia para animar a los chancas. Los incas hicieron un gran botín que después usarían para sus campañas de expansión.
Al parecer, durante la noche previa Cusi había ordenado que una reserva de 5 000 soldados se instalara en una montaña y después de que los chancas estuvieran agotados, atacaron por la retaguardia al enemigo, poniéndolos en fuga.

### Conquista incaica
Una vez investido como Sapa Inca, Cusi Yupanqui con el nombre de Pachacútec «hijo del Sol que transforma el mundo», determinó organizar una expedición hacia los antiguos territorios chancas. Al mando de más de 40 000 hombres, transportado en andas, el monarca cuzqueño se dirigió hacia el río Apurímac. Al llegar a Curahuasi, a 26 leguas del Cuzco, entregó una ñusta del Cuzco al jefe o sinchi chanca Túpac Uasco. Con este acto, Pachacútec logró la adhesión del sinchi. La expedición continuó hacia Andahuaylas, donde, tras una reunión del consejo de orejones, se resolvió avanzar hacia el territorio de los soras. La resistencia ofrecida por los sinchis Guacralla, de Soras, y Puxayco, de Chalco, fue desbaratada con facilidad. Los soras y rucanas huyeron hacia las proximidades del río Vilcas y se refugiaron en un peñón.
Después de permanecer algún tiempo en Soras, Pachacútec levantó su cuartel general y se desplazó hacia Huamanga, conquistando todos los pueblos visitados en el trayecto. El siguiente objetivo fue Vilcashuamán, un centro importante de la región. Cuando llegó a este lugar, el Sapa Inca mandó construir un Templo del Sol y varias edificaciones. De esta manera, el asentamiento se convirtió en un importante centro administrativo. Una vez dominada toda la región de los chancas y sus confederados, se emprendió el regreso a tierras cuzqueñas.
Tras una prolongada guerra contra los incas, la nación chanca quedó desorganizada, y muchos de ellos fueron desplazados y esclavizados (Mitimaes). Algunos, para no verse reducidos a la condición de vasallos del Sapa Inca, abandonaron sus fortalezas y poblados y migraron en gran número hacia el curso superior del río Urubamba fundando lo que hoy es Lamas.

## Diferencias entre las crónicas que narran la guerra
Existen diferentes versiones referente a quien fue el Sapa Inca que dirigió las acciones frente a los aguerridos chancas tal como lo muestra el siguiente detalle:
- Cronistas que atribuyen la victoria a Pachacútec: Juan de Betanzos, Cieza de León, Las Casas, Polo de Ondegardo, Sarmiento de Gamboa, Acosta, Gutiérrez de Santa Clara, Bernabé Cobo, Calancha, Román y Zamora, Herrera.
- Cronistas que atribuyen la victoria a Huiracocha Inca: Garcilaso de la Vega, Bernabé Cobo, Anello Oliva.
- Cronistas que no mencionan esta guerra pero que dan algún dato indirecto: Murúa menciona la existencia de Inca Urco y las conquistas de Pachacútec en Vilcas y Jauja. Molina el cuzqueño, atribuye a Pachacútec la visión del Hacedor. Miguel Cabello Balboa habla de dos guerras de Inca Yupanqui contra los chancas. Diego Fernández el Palentino, menciona a Pachacútec como el conquistador de Vilcas, importante centro chanca.

## En la cultura popular
- Renata Flores escribió e interpretó una canción llamada «Chañin Cori Coca» en su álbum Isqun.

## Nota
1. ↑  Betanzos, 1968: 19 (cap. VII); Rostworowski, 1999: 55.

Cieza, 1943: 220 (cap. XLV). Dice que tras la promesa de Cusi de dar "tierras" y "privilegios" a quienes le ayudaran gente de distintas regiones se les unieron.